# Usza (dopływ Niemna)
Usza (biał. Уша) – rzeka o długości 105 km na Białorusi, w dorzeczu Niemna i zlewisku Morza Bałtyckiego, administracyjnie położona na terenie obwodu mińskiego i grodzieńskiego.